# Klemens Murańka
Klemens Murańka, född den 31 augusti 1994 i Zakopane, Polen, är en polsk backhoppare.

## Meriter

### Världscupen
Murańkas bästa individuella resultat i världscupen är en sjundeplats i Engelberg, Schweiz den 21 december 2013. Murańka var med och tog en andraplats i lagtävlingen i Planica, Slovenien den 22 mars 2014 och en tredjeplats i Lahtis, Finland den 3 mars 2012.

### Världsmästerskap
Murańka har deltagit i ett seniorvärldsmästerskap, Falun 2015. Där tog han en silvermedalj i lagtävlingen i stor backe och placerade sig på en 17:e plats i den individuella tävlingen i normal backe och 20:e plats i stor backe. 
Murańka har deltagit i fem juniorvärldsmästerskap, Hinterzarten 2010, Otepää 2011, Erzurum 2012, Liberec 2013 och Val di Fiemme 2014. Murańka vann ett lagguld i Val di Fiemme 2014, ett individuellt silver i Liberec 2013, ett lagsilver i Liberec 2013 och ett lagsilver i Erzurum 2012.